# Plectranthias gardineri
Plectranthias gardineri là một loài cá biển thuộc chi Plectranthias trong họ Cá mú. Loài này được mô tả lần đầu tiên vào năm 1908.

## Từ nguyên
Từ định danh gardineri được đặt theo tên của John Stanley Gardiner (1872–1946), nhà động vật học người Anh, người dẫn đầu chuyến thám hiểm năm 1905 đến Ấn Độ Dương, nhờ đó mà mẫu định danh của loài cá này được thu thập.

## Phân bố và môi trường sống
P. gardineri hiện chỉ được biết đến ở quốc đảo Seychelles, được tìm thấy ở độ sâu trong khoảng 27–64 m.

## Mô tả
Chiều dài cơ thể lớn nhất của P. gardineri là 3,8 cm. Cơ thể màu đỏ, chuyển dần sang vàng nhạt ở phần bụng. Môi trên có các vạch đỏ hoặc trắng. Có các vệt đốm vàng nhạt hoặc trắng ở các gốc vây. Gai vây lưng màu trắng xanh. Con ngươi màu cam đỏ, với các vạch mỏng màu lam xám bao quanh.
Số gai vây lưng: 11; Số tia vây lưng: 14–15; Số gai vây hậu môn: 3; Số tia vây hậu môn: 7; Số tia vây ngực: 14–15; Số vảy đường bên: 16–20.